# Zone interdite

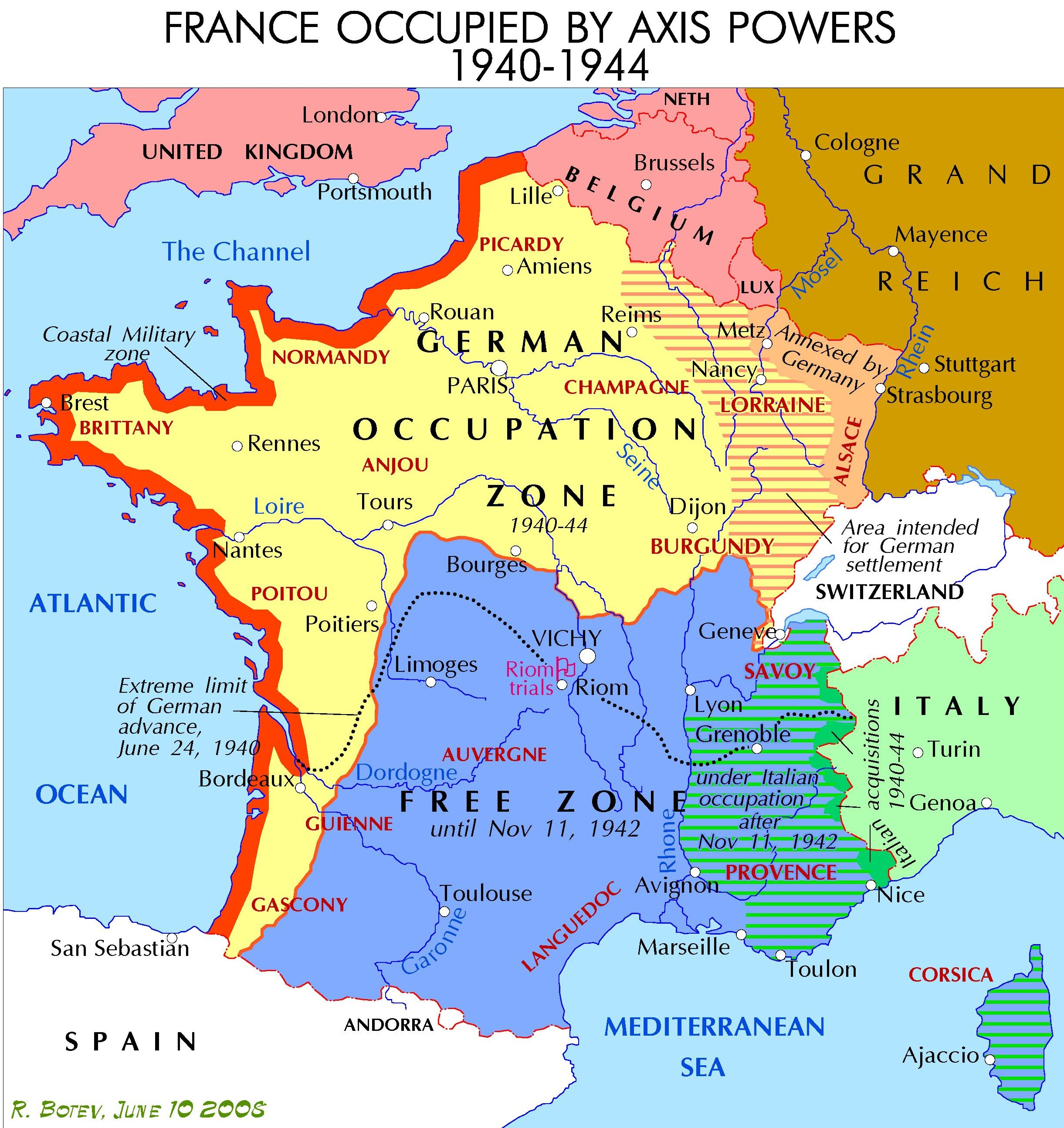
França ocupada durante a Segunda Guerra Mundial, mostrando as zonas de ocupação alemã e italiana, a zone occupée, a Zone libre, a Administração Militar na Bélgica e no Norte da França, a Alsácia-Lorena anexada e a Zone interdite

A zone interdite ("Zona Proibida") refere-se a dois territórios distintos estabelecidos na França ocupada pelos alemães durante a Segunda Guerra Mundial após a assinatura do Segundo Armistício em Compiègne, nomeadamente, uma zona militar costeira que se estende ao longo de toda a costa atlântica da França, da Espanha à Bélgica, e a zone réservée ("Zona Reservada") no Nordeste, destinada à colonização alemã.

## Zona militar costeira
Foi estabelecida uma zona de acesso restrito a civis para aumentar a segurança da muralha do Atlântico. Foram 20km de largura e corria ao longo da costa atlântica de Dunquerque a Hendaye.  Foi administrado pela administração militar no norte da França e na Bélgica (em alemão:  Militärverwaltung in Belgien und Nordfrankreich) de Bruxelas. 

## Zona de assentamento alemão pretendido
Uma vasta extensão de território nas partes norte e leste da França ocupada, compreendendo um total de seis departamentos e partes de quatro outros, que vão da foz do Somme até a fronteira suíça no Jura , foi separada do resto da Zona Ocupada. por uma linha de demarcação e foi efetivamente isolado do resto da França.  Os termos zona reservada e zona interdite eram frequentemente usados de forma intercambiável, mas algumas fontes distinguem uma zona proibida menor, compreendendo partes dos departamentos de Somme, Aisne e Ardennes, da zona reservada maior.  Esta linha de demarcação extra parece ter sido apenas teórica. 

Embora Adolf Hitler inicialmente não tivesse planos de expansão territorial na França, exceto para o retorno da antiga Alsácia-Lorena alemã, a hegemonia alemã total conquistada após a Batalha da França permitiu-lhe planejar a anexação de regiões da França consideradas estratégica ou economicamente importantes. 
Isto era especialmente verdadeiro nas regiões fronteiriças, cuja incorporação poderia ser justificada com base nas fronteiras históricas franco-alemãs.  No final de maio de 1940 (antes do Armistício), Hitler instruiu Wilhelm Stuckart, Secretário de Estado do Ministério do Interior, a apresentar propostas para uma nova fronteira ocidental.  Um memorando escrito em 14 de junho de 1940 por Stuckart ou alguém próximo a ele no Ministério do Interior discute a anexação de certas áreas que fizeram parte do histórico Sacro Império Romano-Germânico no Leste da França ao Reich Alemão.  O documento apresenta um plano para enfraquecer a França, reduzindo o país às suas fronteiras medievais com o Sacro Império Romano e re-germanizando a população da região, que Hitler considerava "na realidade alemã",  enquanto também planeava ter esses territórios anexados foram colonizados por colonos alemães.  Este memorando serviu de base para a chamada "Linha Nordeste" (também conhecida como "Linha Negra" e "Linha Führer"),  que marcava a extensão territorial da zona proibida.
Em 28 de junho de 1940, a zona foi fechada devido à devastação causada pelos intensos combates durante a campanha alemã.  Os refugiados que fugiram do avanço alemão durante a Batalha da França não foram inicialmente autorizados a regressar ao território, mas foram gradualmente emitidos passes para trabalhadores em ocupações com poucos funcionários.  Depois de agosto de 1940, as terras dos agricultores que não haviam retornado à zona foram confiscadas pela Ostdeutsche Landbewirtschaftungsgesellschaft ("Companhia de Gestão de Terras da Alemanha Oriental"), que administrava as terras agrícolas polonesas confiscadas.  A empresa usou o nome Westland na zona proibida e, no verão de 1942, administrava cerca de 4 milhões de hectares de terras agrícolas.  A redistribuição de terras aos camponeses alemães não foi, no entanto, imediatamente possível devido à quantidade limitada de potenciais colonos,  um problema exacerbado pelas necessidades cada vez maiores de mão-de-obra da Wehrmacht. De qualquer forma, as forças alemãs que guardavam a linha eram em número insuficiente para impedir o regresso dos habitantes do território e, portanto, no final de 1940, apenas cerca de um milhão deles ainda estavam desaparecidos (correspondendo a cerca de um sétimo dos habitantes anteriores). 
Após o início da Operação Barbarossa em Junho de 1941, as ambições alemãs de expandir o Reich para oeste, para além da anexação da Alsácia-Lorena e do  Luxemburgo, foram temporariamente abandonadas. A guerra com a URSS trouxe grandes baixas no Leste. Hitler, que sempre acreditou que o destino da Alemanha estava no Leste, perdeu o interesse em desviar os recursos alemães do Leste, num esforço para colonizar o que ele acreditava serem terras alemãs romanizadas. Durante a noite de 17 para 18 de dezembro de 1941, as tropas alemãs que guardavam a linha foram simplesmente retiradas, pois o comandante militar da França Otto von Stülpnagel decidiu que o desvio de mão de obra alemã cada vez mais limitada para guardar uma linha que ele considerava meramente ilusória (já que a maioria da população tinha regressado) já não podia ser justificado.  No entanto, em teoria, a linha continuou a existir durante o resto da ocupação alemã. 